# Chrysopodes breviatus
Chrysopodes breviatus är en insektsart som beskrevs av Adams och Penny 1987. Chrysopodes breviatus ingår i släktet Chrysopodes och familjen guldögonsländor. Inga underarter finns listade i Catalogue of Life.